# آنیون کریک، آستین، تگزاس
آنیون کریک (به انگلیسی: Onion Creek) یک منطقهٔ مسکونی در ایالات متحده آمریکا است که در شهرستان تراویس، تگزاس واقع شده‌است. آنیون کریک ۸٫۴ کیلومتر مربع مساحت و ۲٬۱۱۶ نفر جمعیت دارد و ۱۷۵ متر بالاتر از سطح دریا واقع شده‌است.